# Samsung Galaxy Tab 3 8.0
Samsung Galaxy Tab 3 8.0 — 8-дюймовый интернет-планшет, разработанный Samsung Electronics. Планшет работает под управлением Android версии 4.2.2 из коробки (имеется возможность обновить до 4.4.2), используется как устройство для потребления мультимедиа контента: фильмы, музыка и Интернет. Второй планшет из семейства Galaxy Tab как устройства ввода для различных задач, например, для заметок. Помимо того, что это отличный планшет с хорошими мультимедийными возможностями, это ещё и планшет с поддержкой голосовых вызовов. Быструю и четкую работу обеспечивает мощный двухъядерный процессор с частотой 1,5 ГГц и 1,5 ГБ ОЗУ. Яркие цвета и четкость изображения обеспечит превосходный Super Clear LCD дисплей. Доступны два цветовых решения: перламутрово-белая и золотисто-коричневая. По объёму памяти можно выбрать 16ГБ, или версию 32ГБ. Есть слот для micro-SD. Из беспроводных систем есть Wi-Fi, Bluetooth, GPS, ИК-порт. Аккумулятор объёмом 4450 мАч обеспечивает 11 часов автономной работы в режиме интернет серфинга через Wi-Fi и 10 часов работы в режиме просмотра видео и браузинга интернета через 3G модем.

## Детали
Galaxy Tab 3 8.0 представили в феврале 2013 года на Mobile World Congress в Барселоне (Испания). Устройство оснащено 1.5 ГГц двухъядерным процессором Exynos с 1.5GB RAM. Может иметь 16 или 32 ГБ внутренней флеш-памяти + до 64 ГБ на Micro SD.